# Chandan Kiyari
Chandan Kiyari es una localidad de la India, en el distrito de Bokaro, estado de Jharkhand.

## Geografía
Se encuentra a una altitud de 226 m s. n. m. a 124 km de la capital estatal, Ranchi, en la zona horaria UTC +5:30. a lo q dice

## Demografía
Según estimación 2010 contaba con una población de 8 635 habitantes.